# Frank (Polska)
Frank – wieś kociewska w Polsce, położona w województwie pomorskim, w powiecie starogardzkim, w gminie Kaliska przy drodze krajowej nr 22.

## Grografia
Wieś Frank jest częścią składową sołectwa Dąbrowa, natomiast grunty wsi są położone w dwóch obrębach geodezyjnych, Dąbrowy oraz Iwiczna.
W latach 1975–1998 miejscowość położona była w województwie gdańskim.

## Turystyka

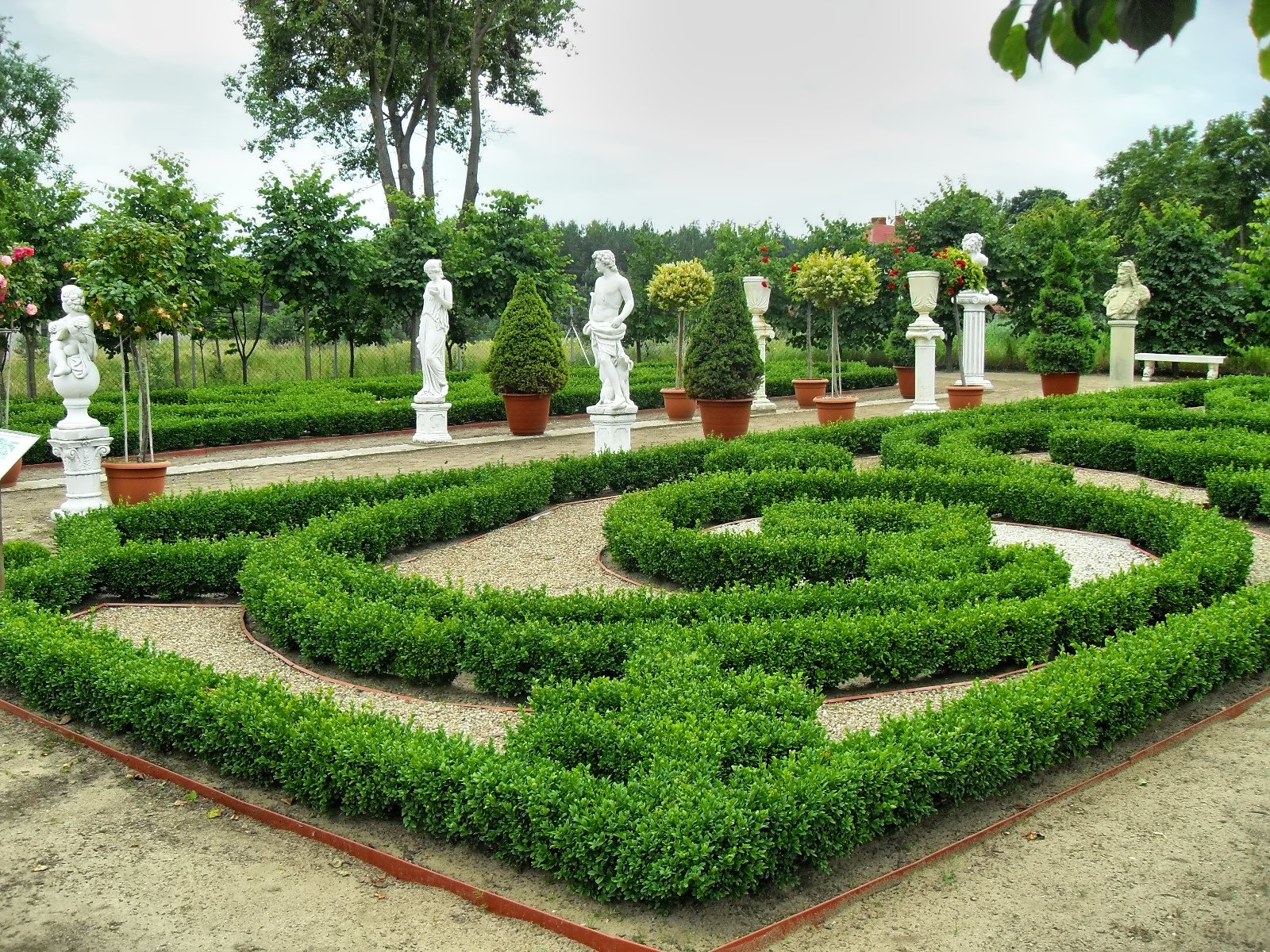
Ogrody Frank-Raj przy ulicy Kociewskiej 11

Główną atrakcją turystyczną wsi Frank, są Ogrody Frank-Raj, wchodzące w skład Polskich Ogrodów Ozdobnych.
Ogrody Frank-Raj, powstały w 2004 roku i od tego czasu z każdym rokiem przybywa wiele nowych, egzotycznych gatunków roślin. Zwiększa się również ich tematyka, wobec czego stały się one największą atrakcją turystyczną tego typu na Pomorzu. Frank-Raj, to repliki w pomniejszonej skali, wybranych najpiękniejszych ogrodów polskich w ich rozwoju historycznym.
Ogrody Frank-Raj są pod opieką naukową sprawowaną przez wybitnych specjalistów z Katedry Biologii i Botaniki Farmaceutycznej Gdańskiego Uniwersytetu Medycznego. Ogrody Frank-Raj, są zlokalizowane na terenie gminy Kaliska, przy drodze krajowej nr 22 między Starogardem Gdańskim (22 km) a Chojnicami (48 km).